# Сатурн I
„Сатурн I“ (на английски: Saturn I) – американска ракета-носител, първата американска ракета-носител, предназначена специално за извеждане на товари в орбита около Земята, и първа ракета-носител от семейството ракети-носители „Сатурн“. Имала непропорционално малка втора степен в сравнение с първата. Първоначално се планирала като универсална военна ракета през 60-е години. Осъществени са обаче само десет старта по програми на НАСА. Заменена е с ракетата-носител Сатурн IB, която има същата първа степен, а втората е увеличена повече от два пъти заради използвания нов – по-мощен двигател J-2.

## Стартове на ракетата „Сатурн I“
| Сериен номер | Mисия         | Дата на старт     | Бележки |
| SA-1         | SA-1          | 27 октомври 1961  | Първи изпитателен полет. Суборбитален. Изминато разстояние 398 km, Aпогей 136.5 km. Маса в апогея 115,700 lb (52,500 kg).                                                                            |
| SA-2         | SA-2          | 25 април 1962     | Втори изпитателен полет. Суборбитален. 86,000 kg вода, освободена на височина 145 km. |
| SA-3         | SA-3          | 16 ноември 1962   | Tрети изпитателен полет. Суборбитален. 86,000 kg вода, освободена на височина 167 km. |
| SA-4         | SA-4          | 28 март 1963      | Четвърти изпитателен полет. Суборбитален. С включена втора S-IV степен. Aпогей 129 km, разстояние 400 km.                                                                                            |
| SA-5         | SA-5          | 29 януари 1964    | Първи орбитален полет. Mаса 38,700 lb (17,550 kg). Приземява се на 30 април 1966 г. |
| SA-6         | A-101 (SA-6)  | 28 май 1964       | Първи орбитален полет с макет на космическия кораб (Apollo BP-13). Mаса 38,900 lb (17,650 kg). Apollo BP-13 изгаря в атмосферата на 2 юни 1964 г.                                                    |
| SA-7         | A-102 (SA-7)  | 18 септември 1964 | Втори орбитален полет с макет на космическия кораб (Apollo BP-15). Mаса 36,800 lb (16,700 kg). Apollo BP-15 изгаря в атмосферата на 22 септември 1964 г.                                             |
| SA-9         | A-103 (SA-9)  | 16 февруари 1965  | Tрети орбитален полет на ракетата; Първи спътник в орбита по програма „Пегас“. Mаса 3,200 lb (1,450 kg). „Пегас 1“ изгаря в атмоосферата на 17 септември 1978. Apollo BP-26 изгаря на 10 юли 1985 г. |
| SA-8         | A-104 (SA-8)  | 25 май 1965       | Четвърти орбитален полет; втори спътник в орбита по програма „Пегас“. Mаса 3,200 lb (1,450 kg). „Пегас 2“ изгаря на 3 ноември 1979. Apollo BP-16 изгаря на 8 юли 1989.                               |
| SA-10        | A-105 (SA-10) | 30 юли 1965       | трети спътник „Пегас“ в орбита. Mаса 3,200 lb (1,450 kg). „Пегас 3“ изгаря на 4 август 1969, Apollo BP-9A изгаря на 22 ноември 1975.                                                                 |